# Herb gminy Nowogródek Pomorski
Herb gminy Nowogródek Pomorski – symbol gminy Nowogródek Pomorski.

## Wygląd i symbolika
Herb przedstawia na tarczy w polu białym dziewięć kłosów zboża (symbol sołectw gminy), ponad nimi czerwoną tarczę z Orłem Białym oraz trzy błękitne linie faliste.